# Giro d'Italia 2009
Il Giro d'Italia 2009, novantaduesima edizione della "Corsa Rosa", si svolse in 21 tappe dal 9 al 31 maggio 2009, per un totale di 3 456,5 km, e fu vinto dal russo Denis Men'šov.
Men'šov portò a termine la corsa in 86 ore, 3 minuti e 11 secondi, a una media di 40,191 km/h. Il corridore della Rabobank, primo all'Alpe di Siusi e nella cronometro delle Cinque Terre, succedette nell'albo d'oro all'iberico Alberto Contador. L'ultimo russo a vincere un'edizione del Giro d'Italia era stato Pavel Tonkov nel 1996.
Presentato ufficialmente al Gran Teatro La Fenice di Venezia il 13 dicembre 2008, il Giro prese il via proprio dal "Lido" del capoluogo veneto (dopo 12 anni) con una cronometro a squadre di 20,5 km, concludendosi a Roma con una cronometro individuale di 14,4 km. L'ultima edizione non conclusasi a Milano era stata quella del 1989 (la corsa terminò a Firenze). Prima del 2009, il Giro era terminato a Roma altre due volte: nel 1911 e nel 1950.
La corsa celebrò il suo centenario; si toccarono importanti capoluoghi italiani e furono riproposti traguardi "storici" come la Maiella (Blockhaus), il Vesuvio e la Cuneo-Pinerolo (che inizialmente prevedeva il passaggio attraverso il Colle della Maddalena, il Col de Vars ed il Colle dell'Izoard, ma per una frana in territorio francese nella discesa dal Maddalena fu modificato, con il passaggio dei corridori verso il Colle del Moncenisio, il Sestriere e l'ultima fatica, a pochi chilometri dall'arrivo, la salita di Prà Martino).
Le classifiche finali furono modificate in seguito alle squalifiche per doping di Danilo Di Luca (terminato secondo in gara), Franco Pellizotti (terzo) e Tadej Valjavec (nono).
Fu l'ultima edizione da telecronista per conto della Rai di Auro Bulbarelli, promosso nel novembre dello stesso anno a vicedirettore di Rai Sport.

## Percorso
Due i giorni di riposo (18 e 26 maggio), tre le cronometro (di cui due individuali - 12ª e 21ª tappa - e la cronosquadre di Venezia) e sei gli arrivi in salita (San Martino di Castrozza, Alpe di Siusi, la Madonna di San Luca a Bologna, Monte Petrano (Cagli), Blockhaus e Vesuvio). Vi fu anche uno sconfinamento in Austria, tra 6ª e 7ª tappa (nella quale i corridori fecero anche un passaggio in Svizzera). Inizialmente la Cima Coppi doveva essere il Colle dell'Izoard, ma dopo la modifica della tappa Cuneo-Pinerolo la cima più alta risultò il Blockhaus, termine della 17ª tappa a quota 2 064 metri s.l.m. A causa però delle condizioni climatiche avverse, la direzione del Giro decise di non far percorrere interamente neppure questa salita, eliminando i 5,5 chilometri finali della tappa abruzzese e portando l'arrivo a quota 1 631 metri. Pertanto, la Cima Coppi definitiva fu il Colle del Sestriere nella 10ª tappa, posto a 2 035 metri di altitudine. Madrina dell'evento fu la showgirl Justine Mattera.

## Gli abbuoni
Come di consueto, gli abbuoni assegnati nelle tappe in linea furono di 20", 12" e 8" ai primi tre classificati all'arrivo.

## Tappe
| Tappa  | Data      | Percorso                                         | km      | Vincitore di tappa                             | Leader cl. generale            |
| ------ | --------- | ------------------------------------------------ | ------- | ---------------------------------------------- | ------------------------------ |
| 1ª     | 9 maggio  | Lido di Venezia (cron. a squadre)                | 20,5    | Team Columbia-High Road                        | Mark Cavendish                 |
| 2ª     | 10 maggio | Jesolo > Trieste                                 | 156     | Alessandro Petacchi                            | Mark Cavendish                 |
| 3ª     | 11 maggio | Grado > Valdobbiadene                            | 198     | Alessandro Petacchi                            | Alessandro Petacchi            |
| 4ª     | 12 maggio | Padova > San Martino di Castrozza                | 162     | Danilo Di Luca Stefano Garzelli                | Thomas Löfkvist                |
| 5ª     | 13 maggio | San Martino di Castrozza > Alpe di Siusi         | 125     | Denis Men'šov                                  | Danilo Di Luca Thomas Löfkvist |
| 6ª     | 14 maggio | Bressanone > Mayrhofen (A)                       | 248     | Michele Scarponi                               | Danilo Di Luca Thomas Löfkvist |
| 7ª     | 15 maggio | Innsbruck (A) > Chiavenna                        | 244     | Edvald Boasson Hagen                           | Danilo Di Luca Thomas Löfkvist |
| 8ª     | 16 maggio | Morbegno > Bergamo                               | 209     | Kanstancin Siŭcoŭ                              | Danilo Di Luca Thomas Löfkvist |
| 9ª     | 17 maggio | Milano > Milano                                  | 165     | Mark Cavendish                                 | Danilo Di Luca Thomas Löfkvist |
|        | 18 maggio | giorno di riposo                                 |         |                                                |                                |
| 10ª    | 19 maggio | Cuneo > Pinerolo                                 | 262     | Danilo Di Luca Franco Pellizotti Denis Men'šov | Danilo Di Luca Denis Men'šov   |
| 11ª    | 20 maggio | Torino > Arenzano                                | 214     | Mark Cavendish                                 | Danilo Di Luca Denis Men'šov   |
| 12ª    | 21 maggio | Sestri Levante > Riomaggiore (cron. individuale) | 60,6    | Denis Men'šov                                  | Denis Men'šov                  |
| 13ª    | 22 maggio | Lido di Camaiore > Firenze                       | 176     | Mark Cavendish                                 | Denis Men'šov                  |
| 14ª    | 23 maggio | Campi Bisenzio > Madonna di San Luca             | 172     | Simon Gerrans                                  | Denis Men'šov                  |
| 15ª    | 24 maggio | Forlì > Faenza                                   | 161     | Leonardo Bertagnolli                           | Denis Men'šov                  |
| 16ª    | 25 maggio | Pergola > Monte Petrano                          | 237     | Carlos Sastre                                  | Denis Men'šov                  |
|        | 26 maggio | giorno di riposo                                 |         |                                                |                                |
| 17ª    | 27 maggio | Chieti > Blockhaus                               | 83      | Franco Pellizotti Stefano Garzelli             | Denis Men'šov                  |
| 18ª    | 28 maggio | Sulmona > Benevento                              | 182     | Michele Scarponi                               | Denis Men'šov                  |
| 19ª    | 29 maggio | Avellino > Monte Vesuvio                         | 164     | Carlos Sastre                                  | Denis Men'šov                  |
| 20ª    | 30 maggio | Napoli > Anagni                                  | 203     | Philippe Gilbert                               | Denis Men'šov                  |
| 21ª    | 31 maggio | Roma (cron. individuale)                         | 14,4    | Ignatas Konovalovas                            | Denis Men'šov                  |
| Totale | Totale    | Totale                                           | 3 456,5 |                                                |                                |

## Squadre e corridori partecipanti
| N.      | Cod. | Squadra                |
| ------- | ---- | ---------------------- |
| 1-9     | ASA  | Acqua & Sapone         |
| 11-19   | ALM  | AG2R La Mondiale       |
| 21-29   | AST  | Astana                 |
| 31-39   | BAR  | Barloworld             |
| 41-49   | BBO  | Bbox Bouygues Telecom  |
| 51-59   | GCE  | Caisse d'Epargne       |
| 61-69   | CTT  | Cervélo TestTeam       |
| 71-79   | FUJ  | Fuji-Servetto          |
| 81-89   | GRM  | Team Garmin-Slipstream |
| 91-99   | ISD  | ISD                    |
| 101-109 | LAM  | Lampre-N.G.C.          |

| N.      | Cod. | Squadra                 |
| ------- | ---- | ----------------------- |
| 111-119 | LIQ  | Liquigas                |
| 121-129 | LPR  | LPR Brakes-Farnese Vini |
| 131-139 | QST  | Quick Step              |
| 141-148 | RAB  | Rabobank                |
| 151-159 | SDA  | Androni Giocattoli      |
| 161-169 | SIL  | Silence-Lotto           |
| 171-179 | THR  | Team Columbia-High Road |
| 181-189 | KAT  | Team Katusha            |
| 191-199 | MRM  | Team Milram             |
| 201-209 | SAX  | Team Saxo Bank          |
| 211-219 | XGS  | Xacobeo-Galicia         |

## Dettagli delle tappe

### 1ª tappa
- 9 maggio: Lido di Venezia – Cronometro a squadre – 20,5 km

Risultati
| Pos. | Squadra                 | Tempo  |
| ---- | ----------------------- | ------ |
| 1    | Team Columbia-High Road | 21'50" |
| 2    | Team Garmin-Slipstream  | a 6"   |
| 3    | Astana                  | a 13"  |

| Pos. | Corridore            | Squadra  | Tempo  |
| ---- | -------------------- | -------- | ------ |
| 1    | Mark Cavendish       | Columbia | 21'50" |
| 2    | Marco Pinotti        | Columbia | s.t.   |
| 3    | Edvald Boasson Hagen | Columbia | s.t.   |

Descrizione e riassunto

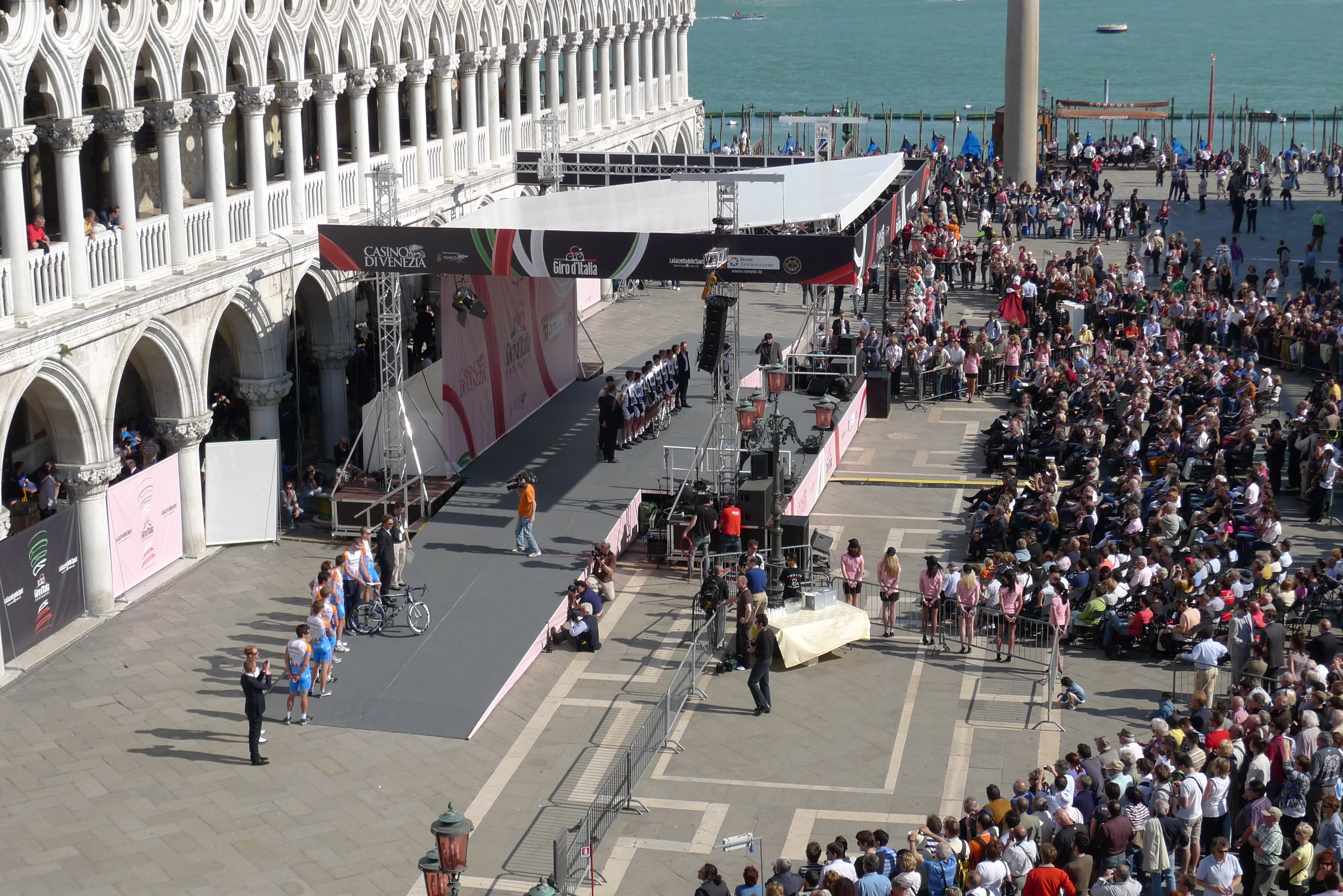
Presentazione delle squadre del Giro 2009 in piazza San Marco

Come nell'edizione 2008, la prima frazione del Giro d'Italia 2009 era una cronometro a squadre: si è corso sulle strade del Lido di Venezia. La tappa, prettamente pianeggiante, è stata condizionata dal vento che, cambiando direzione, ha sfavorito le ultime squadre partite. La cronometro è stata vinta dalla squadra statunitense Team Columbia-High Road.
Il primo a tagliare la linea del traguardo è stato il britannico Mark Cavendish, che ha di conseguenza vestito la prima maglia rosa; secondo è l'italiano Marco Pinotti e terzo il norvegese Edvald Boasson Hagen.
La seconda squadra classificata è stata la Garmin-Slipstream, mentre terza si è piazzata l'Astana.

### 2ª tappa
- 10 maggio: Jesolo > Trieste – 156 km

Risultati
| Pos. | Corridore           | Squadra    | Tempo    |
| ---- | ------------------- | ---------- | -------- |
| 1    | Alessandro Petacchi | LPR Brakes | 3h43'07" |
| 2    | Mark Cavendish      | Columbia   | s.t.     |
| 3    | Ben Swift           | Katusha    | s.t.     |

| Pos. | Corridore      | Squadra  | Tempo    |
| ---- | -------------- | -------- | -------- |
| 1    | Mark Cavendish | Columbia | 4h04'43" |
| 2    | Mark Renshaw   | Columbia | a 14"    |
| 3    | Michael Rogers | Columbia | a 14"    |

Descrizione e riassunto
Altra tappa in piano quella che ha condotto da Jesolo in Piazza Unità d'Italia a Trieste, lungo la costa Adriatica. Una volta arrivato nella città sede d'arrivo, il gruppo ha affrontato per tre volte un circuito di 11 km con in mezzo il primo GPM di questo Giro (Montebello, 3ª categoria).
Leonardo Scarselli (ISD) movimenta la giornata: partito dopo 9 km di corsa, viene ripreso ai meno 20. Gilbert, Pozzato e Gasparotto tentano la fuga a pochi chilometri dalla fine, ma vengono ripresi dai "treni" dei velocisti. La volata va ad Alessandro Petacchi, che tiene dietro la confermata maglia rosa Mark Cavendish. David García Dapena (Xacobeo-Galicia) è, invece, la prima maglia verde; Matthias Russ, caduto nella prima discesa dal Montebello, il primo ritirato.

### 3ª tappa
- 11 maggio: Grado > Valdobbiadene – 198 km

Risultati
| Pos. | Corridore           | Squadra       | Tempo    |
| ---- | ------------------- | ------------- | -------- |
| 1    | Alessandro Petacchi | LPR Brakes    | 4h45'27" |
| 2    | Tyler Farrar        | Garmin        | s.t.     |
| 3    | Francesco Gavazzi   | Lampre-N.G.C. | s.t.     |

| Pos. | Corridore           | Squadra    | Tempo    |
| ---- | ------------------- | ---------- | -------- |
| 1    | Alessandro Petacchi | LPR Brakes | 8h50'06" |
| 2    | Tyler Farrar        | Garmin     | a 8"     |
| 3    | Michael Rogers      | Columbia   | a 18"    |

Descrizione e riassunto
Per il terzo giorno consecutivo, tappa prevalentemente pianeggiante. Si è saliti solo sul colle del Combai (3ª categoria), prima di affrontare per due volte un circuito di 20 km tra Valdobbiadene e Bigolino.
Una fuga di cinque uomini, Palumbo (Acqua & Sapone), Krivtsov (Ag2r), Facci (Quick Step), Ignatiev (Katusha) e Schroder (Milram), partita dopo 6 chilometri ed arrivata a guadagnare fino a 7 minuti, caratterizza la frazione fino ai 29 dall'arrivo. Una caduta al km 140 causa il ritiro di Christian Vandevelde, prima maglia rosa del Giro 2008. A 10 km dal traguardo una caduta spezza il gruppo in due tronconi ed esclude la maglia rosa Cavendish dalla volata finale, in cui si impone ancora Petacchi che conquista anche la vetta della classifica generale.

### 4ª tappa
- 12 maggio: Padova > San Martino di Castrozza – 162 km

Risultati
| Pos. | Corridore         | Squadra      | Tempo    |
| ---- | ----------------- | ------------ | -------- |
| SQ   | Danilo Di Luca    | LPR Brakes   | 4h15'07" |
| 1    | Stefano Garzelli  | Acqua & Sap. | 4h15'07" |
| SQ   | Franco Pellizotti | Liquigas     | s.t.     |

| Pos. | Corridore       | Squadra    | Tempo     |
| ---- | --------------- | ---------- | --------- |
| 1    | Thomas Löfkvist | Columbia   | 13h05'28" |
| SQ   | Danilo Di Luca  | LPR Brakes | a 2"      |
| 2    | Michael Rogers  | Columbia   | a 6"      |

Descrizione e riassunto
L'arrivo a San Martino di Castrozza è il primo in salita. Rispetto alle recenti edizioni, si giunge sulle Dolomiti dopo sole quattro tappe. È pianura da Padova a Feltre, dove si sale verso il Croce d'Aune (2ª categoria). Fiera di Primiero è l'anticamera che porta all'arrivo: da lì i corridori affronteranno 14 km con pendenze medie superiori al 5% (13,7 km, pendenza media 5,5%, massima 10%) .
A pochi chilometri dalla partenza si ritira lo spagnolo Francisco Pérez a causa di una caduta. La fuga che caratterizza la tappa vede inizialmente cinque uomini, Martinez (Xacobeo-Galicia), gli italiani Bellotti (Barloworld), Viganò (Fuji-Servetto) e De Bonis (Diquigiovanni), il britannico Stannard (Isd) ed il tedesco Jens Voigt (Saxo Bank). Sull'ascesa del Croce d'Aune rimangono Bellotti, Voigt e De Bonis, con quest'ultimo che si stacca all'inizio della salita finale. Il tedesco è l'ultimo ad essere raggiunto dal gruppo a meno di 3 km dal traguardo. Negli ultimi metri scatta Soler, ma viene recuperato e sorpassato nella volata da Di Luca, Garzelli e Pellizotti. Maglia rosa allo svedese Lövkvist, 26 anni dopo Tommy Prim, prima maglia rosa del Giro 1983. Armstrong termina a 15 secondi, Petacchi a 20 minuti.

### 5ª tappa
- 13 maggio: San Martino di Castrozza > Alpe di Siusi – 125 km

Risultati
| Pos. | Corridore       | Squadra    | Tempo    |
| ---- | --------------- | ---------- | -------- |
| 1    | Denis Men'šov   | Rabobank   | 3h15'24" |
| SQ   | Danilo Di Luca  | LPR Brakes | a 2"     |
| 2    | Thomas Löfkvist | Columbia   | a 5"     |

| Pos. | Corridore       | Squadra    | Tempo     |
| ---- | --------------- | ---------- | --------- |
| SQ   | Danilo Di Luca  | LPR Brakes | 16h20'44" |
| 1    | Thomas Löfkvist | Columbia   | 16h20'49" |
| 2    | Michael Rogers  | Columbia   | a 31"     |

Descrizione e riassunto
Partenza ed arrivo in salita, con lo scollinamento al Passo Rolle (2ª cat.) dopo circa 8 km e il traguardo all'Alpe di Siusi, a quota 1844 metri. Si è saliti per 25 chilometri con una pendenza media del 6% (massima 11%).
Sulle prime rampe del Rolle scattano Thomas Voeckler (Bouygues Telecom), Eros Capecchi (Fuji-Servetto), Francesco Gavazzi (Lampre-Ngc), Daniele Pietropolli (Lpr-Farnese), l'ex campione italiano Giovanni Visconti (ISD), José Serpa e Carlos Ochoa (S. Diquigiovanni-Androni). La loro azione termina ai meno 10 dalla vetta dell'Alpe di Siusi, dove la Liquigas inizia a far selezione grazie a Sylvester Szmyd. Stefano Garzelli, Damiano Cunego e Lance Armstrong sono alcuni dei nomi rimasti al gancio. All'ultimo chilometro prova a vincere la tappa Carlos Sastre, ma, nello sprint, viene surclassato nell'ordine da Denis Men'šov, Danilo Di Luca e Thomas Löfkvist. Proprio Di Luca, in virtù dell'abbuono e del lieve distacco, strappa la maglia rosa dalle spalle dello svedese. Si annovera anche il ritiro della prima maglia verde del Giro, David García Dapena.

### 6ª tappa
- 14 maggio: Bressanone > Mayrhofen (A) – 248 km

Risultati
| Pos. | Corridore        | Squadra       | Tempo    |
| ---- | ---------------- | ------------- | -------- |
| 1    | Michele Scarponi | Diquigiovanni | 5h49'55" |
| 2    | E. Boasson Hagen | Columbia      | a 32"    |
| 3    | Allan Davis      | Quick Step    | s.t.     |

| Pos. | Corridore       | Squadra    | Tempo     |
| ---- | --------------- | ---------- | --------- |
| SQ   | Danilo Di Luca  | LPR Brakes | 22h11'15" |
| 1    | Thomas Löfkvist | Columbia   | 22h11'20" |
| 2    | Michael Rogers  | Columbia   | a 31"     |

Descrizione e riassunto
I corridori hanno effettuato il primo sconfinamento, attraversando la Val Pusteria fino a Lienz. All'inizio della galleria di Felbertauern era posizionato un GPM di 3ª categoria. Poi pianura fino agli 8 km (con pendenze massime del 12%) di ascesa verso Hochkrimml. Dalla cima mancavano 45 chilometri alla linea d'arrivo.
Già dalle prime fasi sono susseguiti diversi scatti, ma l'azione migliore si è avuta intorno al 55° chilometro con la fuga di Michele Scarponi (S. Diquigiovanni-Androni), Vasil' Kiryenka (Caisse d'Epargne), Oscar Gatto (ISD), Guillaume Bonnafond (AG2R) e Kasper Klostergaard (Saxo Bank). Solo dopo la lunga discesa del Felbertauern il vantaggio di circa 10' dei 5 al comando diminuiva. Sulla seconda salita, in testa rimanevano solo Scarponi e Kiryenka, mentre dal gruppo tentava di uscire per l'ennesima volta Stefano Garzelli, senza successo. Nel tratto finale, anche il bielorusso è costretto a mollare prima per una foratura, poi per i crampi. Scarponi resiste quel tanto che basta per aggiudicarsi la tappa in solitaria, a dispetto del forcing delle squadre Quick Step e Katusha. L'autorevole volata di Edvald Boasson Hagen (Team Columbia) è servita solo al piazzamento.

### 7ª tappa
- 15 maggio: Innsbruck (A) > Chiavenna – 244 km

Risultati
| Pos. | Corridore        | Squadra    | Tempo    |
| ---- | ---------------- | ---------- | -------- |
| 1    | E. Boasson Hagen | Columbia   | 5h56'53" |
| 2    | Robert Hunter    | Barloworld | s.t.     |
| 3    | Pavel Brutt      | Katusha    | s.t.     |

| Pos. | Corridore       | Squadra    | Tempo     |
| ---- | --------------- | ---------- | --------- |
| SQ   | Danilo Di Luca  | LPR Brakes | 28h08'48" |
| 1    | Thomas Löfkvist | Columbia   | 28h08'53" |
| 2    | Michael Rogers  | Columbia   | a 31"     |

Descrizione e riassunto
V'è stato il ritorno in Italia, dopo aver attraversato Austria e Svizzera. I primi 200 chilometri erano in continua, seppur impercettibile, salita fino al GPM di 3ª categoria del Passo Maloja. Dal valico è partita la picchiata verso la Provincia di Sondrio, il cui confine con il Canton Grigioni è posto a circa 20 km da Chiavenna.
Il tragitto è stato percorso sotto la pioggia. Pochi istanti dopo la partenza tentano la fuga Huzarski (ISD), Facci (Quick Step), Klimov (Katusha) e Isaichev (Xacobeo-Galicia). Il quartetto acquisisce 9'15" di vantaggio dopo appena 25 km di gara. Resteranno in testa fino al Passo Maloja. Nella discesa successiva se ne va, con qualche rischio di troppo, Alessandro Bertolini (S. Diquigiovanni). Nei chilometri successivi si aggiungono Robert Hunter (Barloword), Davide Viganò (Fuji), Pavel Brutt (Katusha) e Edvald Boasson Hagen (Team Columbia). Hrivko parte all'inseguimento dei cinque troppo tardi (venendo nuovamente ripreso dal gruppo): la volata va al giovane velocista Boasson Hagen che, approfittando del tentativo da finisseur di Bartolini, supera nell'ordine Hunter e Brutt. Invariata le classifiche. Da segnalare la protesta della Astana: a causa della morosità nel pagamento degli stipendi, ad eccezione del kazako Zeits, l'intera formazione ha corso senza sponsor. Jesús Del Nero, invece, allunga la lista dei ritirati.

### 8ª tappa
- 16 maggio: Morbegno > Bergamo – 209 km

Risultati
| Pos. | Corridore         | Squadra    | Tempo    |
| ---- | ----------------- | ---------- | -------- |
| 1    | Kanstancin Siŭcoŭ | Columbia   | 5h04'34" |
| 2    | E. Boasson Hagen  | Columbia   | a 21"    |
| SQ   | Danilo Di Luca    | LPR Brakes | s.t.     |

| Pos. | Corridore       | Squadra    | Tempo     |
| ---- | --------------- | ---------- | --------- |
| SQ   | Danilo Di Luca  | LPR Brakes | 33h13'35" |
| 1    | Thomas Löfkvist | Columbia   | 33h13'48" |
| 2    | Michael Rogers  | Columbia   | a 31"     |

Descrizione e riassunto
La prima fatica di giornata è stata la Culmine di San Pietro, di 1ª categoria. Al termine della discesa si è passati da Bergamo una prima volta. Il gruppo ha proseguito fino a Sarnico, poi ha scalato lo sperone del Colle del Gallo (2ª categoria) per rientrare nel capoluogo e affrontare così lo strappo della Città Alta, già sede d'arrivo di tappa nel Giro 2007.
Una serie di controscatti porta un drappello di 10 uomini in testa fino alle prime rampe del Colle del Gallo, tra cui Cataldo, Visconti, González e Ochoa (poco più di 4' il vantaggio massimo). Alla spicciolata, i fuggitivi della prima ora vengono ripresi da un gruppo di inseguitori formato da Damiano Cunego, Franco Pellizotti, Stefano Garzelli, Leonardo Bertagnolli, David Arroyo, i corridori del Team Columbia Edvald Boasson Hagen (vincitore della 7ª frazione) e Michael Rogers, nonché i compagni di squadra della Astana Levi Leipheimer e Chris Horner. Il loro tentativo, comunque, si esaurisce a 16 km dall'arrivo. Poco dopo parte in avanscoperta il bielorusso Kanstancin Siŭcoŭ, che accumula un vantaggio tale da garantirgli la vittoria e rendere così inutile la rimonta tentata da Danilo Di Luca sullo strappo di Bergamo Alta. La maglia rosa viene beffata in volata anche dal solito Boasson Hagen.
Notevole rilievo ha avuto la caduta nella discesa della Culmine di San Pietro di Pedro Horrillo Munoz, in forza alla Rabobank. L'atleta, dopo un "volo" di 60 metri in una scarpata, ha riportato l'incrinazione di alcune costole con conseguente versamento di liquido nei polmoni e altre fratture esposte di femore e rotula sinistri. In seguito all'accaduto, come segno di solidarietà, non si sono svolte le rituali cerimonie di premiazione. Oltre al corridore spagnolo, hanno abbandonato il Giro anche Julien Loubet e Ruslan Pidhornyj.

### 9ª tappa
- 17 maggio: Milano > Milano (Milano Show 100) – 165 km

Risultati
| Pos. | Corridore      | Squadra    | Tempo    |
| ---- | -------------- | ---------- | -------- |
| 1    | Mark Cavendish | Columbia   | 4h16'13" |
| 2    | Allan Davis    | Quick Step | s.t.     |
| 3    | Tyler Farrar   | Garmin     | s.t.     |

| Pos. | Corridore       | Squadra    | Tempo     |
| ---- | --------------- | ---------- | --------- |
| SQ   | Danilo Di Luca  | LPR Brakes | 37h29'48" |
| 1    | Thomas Löfkvist | Columbia   | 37h30'01" |
| 2    | Michael Rogers  | Columbia   | a 31"     |

Descrizione e riassunto

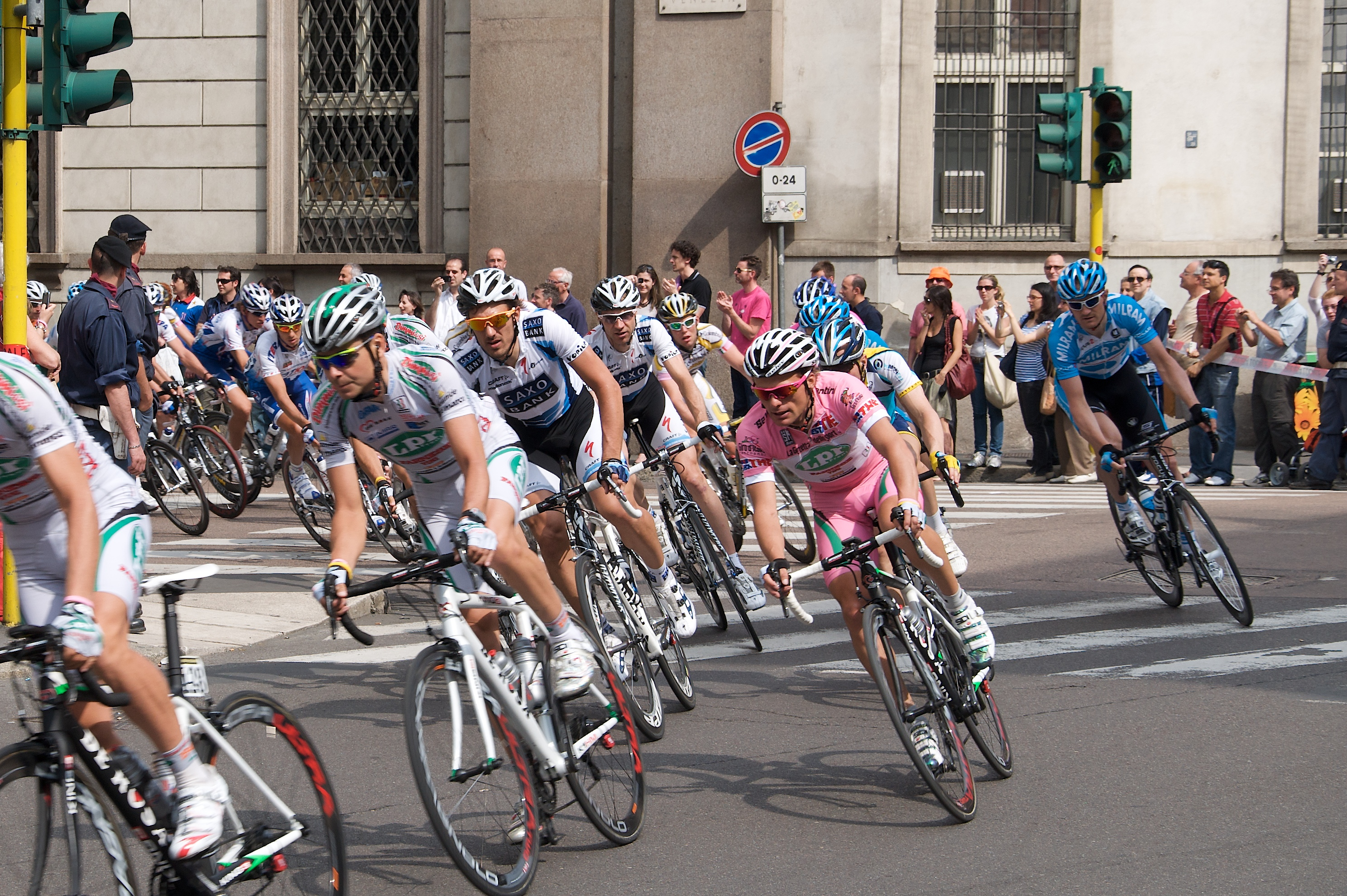
Danilo Di Luca in maglia rosa durante la tappa milanese del Giro 2009

Percorso, totalmente pianeggiante, interamente disposto lungo le vie di Milano, città sede da diversi anni della tappa conclusiva del Giro, nonché della prima tappa dell'edizione del 1909. Proprio in occasione del centenario della "corsa rosa" è stato organizzato nel capoluogo lombardo un circuito di 16 km da ripetere per dieci volte. Il ritrovo di partenza era sito in Piazza Duomo, ma la corsa vera e propria ha avuto inizio davanti al Castello Sforzesco. L'arrivo era posto su Corso Venezia.
Successivamente alla caduta di Horrillo nella tappa precedente, al fine di mantenere un clima sereno, nei primi chilometri la direzione gara ha deciso di neutralizzare eventuali distacchi. Il gruppo si è mantenuto perennemente compatto, procedendo ad andatura turistica. Nonostante ciò, nelle prime fasi, una caduta ha coinvolto alcuni partecipanti. Dopo 3 giri del circuito, i corridori si fermano e, per voce di Danilo Di Luca, lamentano la pericolosità del circuito, ragione della mancanza di competizione. Ad ogni modo, gli atleti hanno ripreso la marcia, aumentando anche la velocità. Alla fine, l'ovvio arrivo in volata è stato regolato da Mark Cavendish (Team Columbia; terza tappa di fila vinta dalla squadra statunitense), che anticipa Allan Davis, Tyler Farrar, Matthew Harley Goss e Alessandro Petacchi. Prima del giorno di riposo, classifiche invariate.

### 10ª tappa
- 19 maggio: Cuneo > Pinerolo – 262 km

Risultati
| Pos. | Corridore         | Squadra    | Tempo    |
| ---- | ----------------- | ---------- | -------- |
| SQ   | Danilo Di Luca    | LPR Brakes | 6h30'43" |
| SQ   | Franco Pellizotti | Liquigas   | 6h30'53" |
| 1    | Denis Men'šov     | Rabobank   | 6h30'53" |

| Pos. | Corridore      | Squadra    | Tempo     |
| ---- | -------------- | ---------- | --------- |
| SQ   | Danilo Di Luca | LPR Brakes | 44h00'25" |
| 1    | Denis Men'šov  | Rabobank   | 44h01'45" |
| 2    | Michael Rogers | Columbia   | a 1'13"   |

Descrizione e riassunto
La frazione più lunga del Giro è venuta dopo un giorno di riposo. Avrebbe dovuto ripercorrere nel suo disegno la storica tappa che aveva consacrato Fausto Coppi nell'edizione del 1949. Per problemi logistici, il percorso è stato profondamente modificato: non si è sconfinati più in Francia, passando su Maddalena, Izoard e Vars, ma si è rimasti in Piemonte scalando il Moncenisio (1ª categoria; 14,6 km di salita con gli ultimi chilometri costanti al 10%), il Sestriere (Cima Coppi a quota 2035 m; 11 km al 6% di media) e il Prà Martino, colle di 2ª categoria, dalla cui cima mancavano 11 chilometri al traguardo.
Ancora una volta, giorno di tristezza al Giro per la morte di un motociclista in mattinata in seguito ad un incidente. Medie altissime nella prima ora di corsa e vani vari tentativi di fuga. Lungo il Moncenisio parte da solo Stefano Garzelli e in cima al Sestriere ha un vantaggio di circa 6'25" sul gruppo dei migliori, dove altri corridori tentano l'attacco. I due della ISD, Visconti e Hrivko, compiono un'azione più concreta. Sfavorito dal vento contrario, viene ripreso dagli immediati inseguitori prima e dal gruppo dei favoriti poi lungo le pendici del Prà Martino. Franco Pellizotti rompe gli indugi creando una selezione. È Danilo Di Luca in prima persona ad inseguirlo prima nella discesa tecnica, poi su uno strappo a pochi chilometri dal traguardo. Staccando il corridore della Liquigas, il "killer di Spoltore" legittima il simbolo del primato vincendo in solitaria, dando ulteriori secondi ai diretti pretendenti. Hanno perso soprattutto terreno Thomas Löfkvist, Marzio Bruseghin e Damiano Cunego. La nuova maglia verde è proprio Garzelli, passato per primo in cima anche alla Cima Coppi. Si ritira Scholz della Milram.

### 11ª tappa
- 20 maggio: Torino > Arenzano – 214 km

Risultati
| Pos. | Corridore           | Squadra    | Tempo    |
| ---- | ------------------- | ---------- | -------- |
| 1    | Mark Cavendish      | Columbia   | 4h51'28" |
| 2    | Tyler Farrar        | Garmin     | s.t.     |
| 3    | Alessandro Petacchi | LPR Brakes | s.t.     |

| Pos. | Corridore      | Squadra    | Tempo     |
| ---- | -------------- | ---------- | --------- |
| SQ   | Danilo Di Luca | LPR Brakes | 48h51'28" |
| 1    | Denis Men'šov  | Rabobank   | 48h52'48" |
| 2    | Michael Rogers | Columbia   | a 13"     |

Descrizione e riassunto

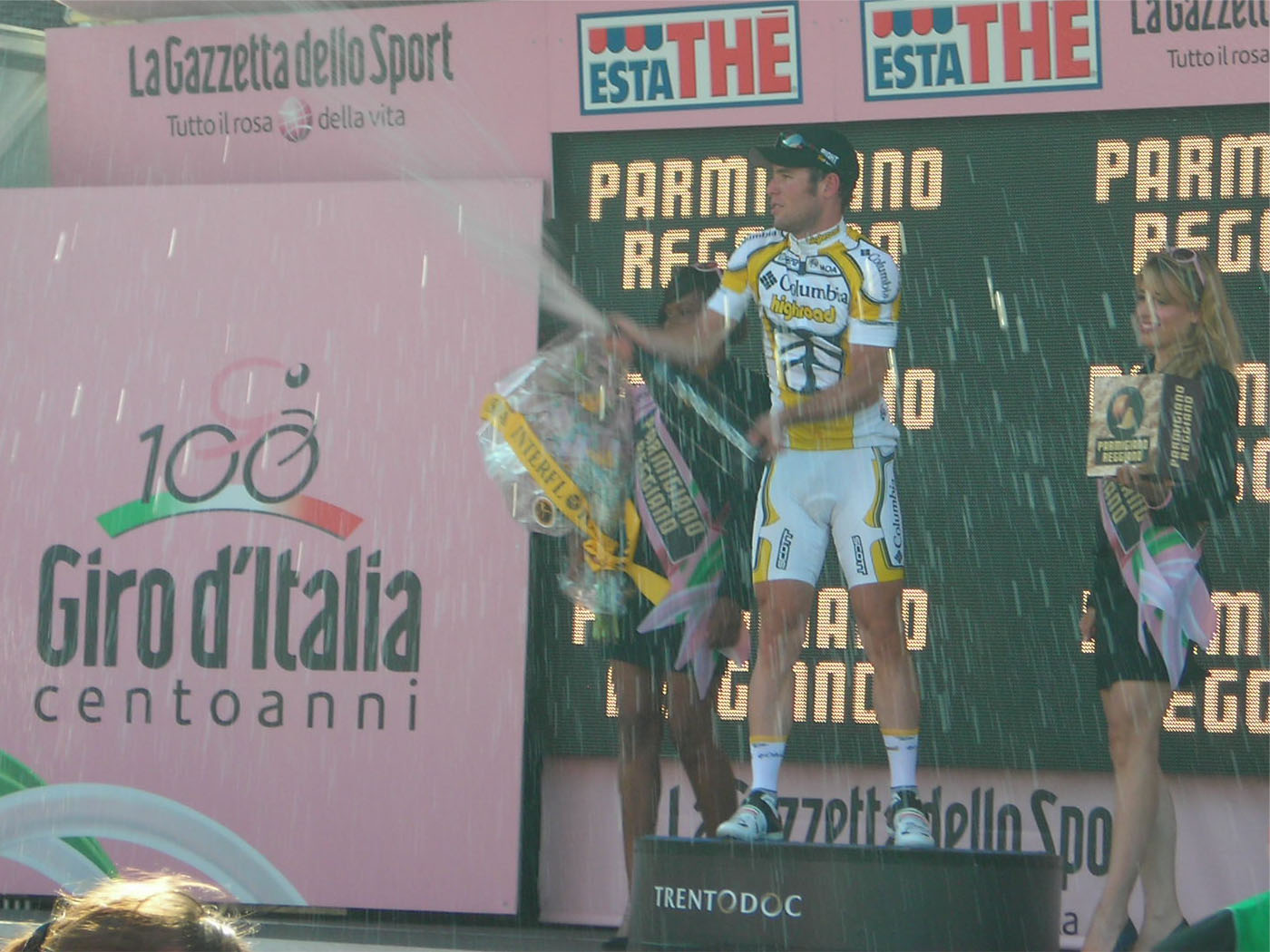
Mark Cavendish festeggia la vittoria di tappa

Da Torino a Tortona la strada ha accostato le Langhe. Arrivato a Novi Ligure, il gruppo ha ricalcato parte del percorso della Milano-Sanremo, con il passaggio sul GPM di 3ª categoria del Passo del Turchino. Dal tunnel mancavano meno di 20 km all'arrivo.
A dispetto della giornata soleggiata, diverse le cadute durante il tragitto. Tra le vittime anche Levi Leipheimer, Oscar Gatto e Filippo Pozzato, che hanno comunque ripreso senza troppi problemi. Molte anche le fughe: una delle più rilevanti è stata quella di Vladimir Isaichev della Xacobeo-Galicia, che ha guadagnato 8' sul gruppo prima di essere ripreso ad una trentina di chilometri da Arenzano. Anche il tentativo di Garcia e Marzano non va a buon fine. Armstrong disegna le traiettorie nei tornanti in discesa del Passo del Turchino, dove è transitato per primo Stefano Garzelli, che così consolida il primato di miglior scalatore. Gasparotto e Popovych provano uno scatto da finisseur, inutilmente: in volata Mark Cavendish regola Farrar e Petacchi, che lamenta alcune irregolarità di altri corridori nel finale. Nelle statistiche figurano i ritiri di Horner (Astana) e Joaquin Rodríguez (Caisse d'Epargne).

### 12ª tappa
- 21 maggio: Sestri Levante > Riomaggiore – Cronometro individuale – 60,6 km

Risultati
| Pos. | Corridore        | Squadra      | Tempo    |
| ---- | ---------------- | ------------ | -------- |
| 1    | Denis Men'šov    | Rabobank     | 1h34'29" |
| 2    | Levi Leipheimer  | Astana       | a 20"    |
| 3    | Stefano Garzelli | Acqua & Sap. | a 1'03"  |

| Pos. | Corridore       | Squadra    | Tempo     |
| ---- | --------------- | ---------- | --------- |
| 1    | Denis Men'šov   | Rabobank   | 50h27'17" |
| SQ   | Danilo Di Luca  | LPR Brakes | a 34"     |
| 2    | Levi Leipheimer | Astana     | a 40"     |

Descrizione e riassunto
Cronometro atipica, per la lunghezza e il tragitto, che ha tagliato le Cinque Terre con circa 1300 m di dislivello. Solo i primi tre chilometri, infatti, potevano definirsi pianeggianti. Una tortuosa salita di quasi 16 km, con tratti duri alternati da falsopiani, ha portato i singoli in cima al Passo del Bracco (colle di 3ª categoria). Poi ancora un falsopiano prima della picchiata verso Levanto, sede del rifornimento. Da lì altri 10 km di ascesa lungo il Passo del Termine (2ª categoria, 6% di pendenze medie) e 16 di discesa piena di curve prima del finale.
Denis Men'šov guadagna tappa e maglia rosa, anticipando Levi Leipheimer e Stefano Garzelli. Danilo Di Luca, 6° odierno a 1'54", si ritrova un gap di 34" da recuperare sul russo. Leipheimer, invece, scavalca Michael Rogers, che precipita al 6º posto della classifica generale. La maglia verde, Garzelli (per lui un punto per i GPM), passa dalla posizione 27 alla 15, rientrando di fatto in corsa. Nell'elenco dei ritirati si aggiunge Fabian Cancellara.

### 13ª tappa
- 22 maggio: Lido di Camaiore > Firenze – 176 km

Risultati
| Pos. | Corridore           | Squadra    | Tempo    |
| ---- | ------------------- | ---------- | -------- |
| 1    | Mark Cavendish      | Columbia   | 3h48'36" |
| 2    | Alessandro Petacchi | LPR Brakes | s.t.     |
| 3    | Allan Davis         | Quick Step | s.t.     |

| Pos. | Corridore       | Squadra    | Tempo     |
| ---- | --------------- | ---------- | --------- |
| 1    | Denis Men'šov   | Rabobank   | 54h16'01" |
| SQ   | Danilo Di Luca  | LPR Brakes | a 34"     |
| 2    | Levi Leipheimer | Astana     | a 40"     |

Descrizione e riassunto
L'unica asperità è stata il GPM di 3ª categoria del Montemagno, dopo il passaggio da Massa. Da Lucca i corridori hanno tagliato la valle dell'Arno, passando per Fucecchio ed Empoli: l'arrivo era posto nel capoluogo lungo le rive del fiume, poco dopo il Parco delle Cascine.
Ancora una volta, una fuga non va in porto. Scarselli (ISD), Ignat'ev (Katusha) e Schröder (Milram) conducono a lungo la tappa. L'ultimo a cedere, a 5 km dalla conclusione, è il tedesco. L'arrivo in volata, sul lungo rettilineo di 1300 m, è regolato da Mark Cavendish (4ª vittoria, cronosquadre compresa) su Alessandro Petacchi e Allan Davis. Nulla cambia nelle classifiche.

### 14ª tappa
- 23 maggio: Campi Bisenzio > Bologna (Santuario della Madonna di San Luca) – 172 km

Risultati
| Pos. | Corridore          | Squadra       | Tempo    |
| ---- | ------------------ | ------------- | -------- |
| 1    | Simon Gerrans      | Cervélo       | 4h16'48" |
| 2    | Rubens Bertogliati | Diquigiovanni | a 12"    |
| 3    | Francesco Gavazzi  | Lampre-N.G.C. | a 18"    |

| Pos. | Corridore       | Squadra    | Tempo     |
| ---- | --------------- | ---------- | --------- |
| 1    | Denis Men'šov   | Rabobank   | 58h33'53" |
| SQ   | Danilo Di Luca  | LPR Brakes | a 34"     |
| 2    | Levi Leipheimer | Astana     | a 43"     |

Descrizione e riassunto
Frazione molto mossa, che ha attraversato l'Appennino Pistoiese, con cinque GPM, compreso l'arrivo in salita. Il Passo della Collina e i valichi di Mediano e Tolè erano difficoltà di 2ª categoria. L'ascesa meno faticosa, il Mongardino (3ª categoria), era alle porte di Sasso Marconi. Il colle di San Luca era una scalata relativamente breve (circa 2 km), ma con pendenze che in alcuni tratti superano il 18%. Da diversi anni è l'arrivo abituale del Giro dell'Emilia.
Già dalle prime fasi di gara vanno in fuga 14 corridori, tra cui gli scattisti Visconti, Hrivko, Petrov, Kiryenka, Froome, Gerrans e Bertogliati. Sul Mongardino rimangono in 11, mentre il gruppo è trainato dalla LPR. Prima della ripida ascesa verso la Madonna di San Luca, i fuggitivi hanno un vantaggio di circa 1'40". In testa rimane solo Gerrans della Cervélo, che si aggiudica la tappa. I compagni di fuga arriveranno alla spicciolata, alcuni "ciondolando" letteralmente. Hrivko (9°) viene ripreso sulla linea d'arrivo dal gruppetto dei migliori, regolato da Franco Pellizotti e Danilo Di Luca. Pressoché invariate rimangono le posizioni di vertice. Il vincitore di tre tappe (compresa quella precedente), Mark Cavendish, non si è presentato alla partenza, così come Chainel, Meyer, Renshaw e Pozzato. Vanendert, invece, si è ritirato durante la competizione.

### 15ª tappa
- 24 maggio: Forlì > Faenza – 161 km

Risultati
| Pos. | Corridore            | Squadra       | Tempo    |
| ---- | -------------------- | ------------- | -------- |
| 1    | Leonardo Bertagnolli | Diquigiovanni | 4h18'34" |
| 2    | Serge Pauwels        | Cervélo       | a 54"    |
| 3    | Marco Pinotti        | Columbia      | s.t.     |

| Pos. | Corridore       | Squadra    | Tempo     |
| ---- | --------------- | ---------- | --------- |
| 1    | Denis Men'šov   | Rabobank   | 62h54'23" |
| SQ   | Danilo Di Luca  | LPR Brakes | a 34"     |
| 2    | Levi Leipheimer | Astana     | a 43"     |

Descrizione e riassunto
A dispetto dei dodici chilometri che separano Forlì e Faenza, il percorso ha attraversato il basso Appennino prima di giungere al traguardo. La prima asperità è stata il Passo dell'Eremo (2ª categoria), dopo 55 km prettamente pianeggianti lungo la valle del Montone. Poi il tragitto è stato un intero "mangia e bevi": tratti di discesa e salita senza mai spianate. I corridori sono transitati sui colli Carnevale e Casale (entrambi 3ª categoria) e per ultimo il Monte Trebbio, di 2ª categoria, con pendenze superiori al 10%, dalla cui cima mancavano 26 km (in picchiata) al traguardo.
Ennesima fuga andata in porto, anche grazie al percorso adatto a questo tipo di azioni. In questa occasione a tagliare il traguardo in solitaria è stato Leonardo Bertagnolli (S. Diquigiovanni-Androni). Il corridore trentino era partito assieme ad altri 13 atleti (poi divenuti 16), che hanno preso, lungo i saliscendi, un vantaggio massimo di circa 6'. Mentre il gruppo dei battistrada si sgranava sui vari terreni, da quello dei favoriti partivano Ivan Basso e Stefano Garzelli, dopo una selezione nella discesa tecnica del Colle Carnevale. La coppia, aiutata prima da Stangelj e poi da Donati, rispettivi gregari alla Liquigas e Acqua & Sapone, guadagna sul gruppetto di Denis Men'šov e Danilo Di Luca fino a 1', ma il tentativo non va a buon fine. Lieve ritardo per Lance Armstrong e Damiano Cunego; esce invece dalla classifica Gilberto Simoni, giunto a Faenza con 18' di distacco dal compagno di squadra. Capecchi, Farrar, Serrano, Mayoz e Millar riducono la carovana a 175 unità.

### 16ª tappa
- 25 maggio: Pergola > Monte Petrano – 237 km

Risultati
| Pos. | Corridore      | Squadra    | Tempo    |
| ---- | -------------- | ---------- | -------- |
| 1    | Carlos Sastre  | Cervélo    | 7h11'48" |
| 2    | Denis Men'šov  | Rabobank   | a 25"    |
| SQ   | Danilo Di Luca | LPR Brakes | a 26"    |

| Pos. | Corridore      | Squadra    | Tempo     |
| ---- | -------------- | ---------- | --------- |
| 1    | Denis Men'šov  | Rabobank   | 70h06'30" |
| SQ   | Danilo Di Luca | LPR Brakes | a 39"     |
| 2    | Carlos Sastre  | Cervélo    | a 2'19"   |

Descrizione e riassunto
La tappa numero 16, che si è disputata prima del secondo giorno di riposo, è stata una delle più dure frazioni del Giro, con oltre 4800 metri di dislivello. Interamente corsa nella Provincia di Pesaro-Urbino, ha visto come prima vera difficoltà il Monte delle Cesane: 7,7 km con segmenti che raggiungevano il 18% (2ª categoria). Ma era l'asperità più semplice: dopo la poca pianura della valle del Metauro, i corridori hanno svettato sul Monte Nerone (1ª categoria), che presentava circa 13 km di effettiva ascesa con pendenze costanti del 10%. Ritornati a Pianello (Cagli), si è giunti dopo pochi chilometri (con qualche strappetto, tra cui quello di Moria) a Chiaserna ai piedi del Massiccio del Catria, "il gibbo Dantesco". Qui cominciava la dura salita di 11 km fino a raggiungere i 1400 m circa sul Monte Catria (1702 m la vetta), con un dislivello di circa 870 m e con picchi del 13% e una media del 9% circa (altro GPM di 1ª categoria). Dopo una ventina di chilometri di discesa che terminava a Cagli, restava l'arrivo in salita del Monte Petrano. Altri 10,4 km di scalata al 9% di media.
Dopo appena due chilometri percorsi, i compagni di squadra della Diquigiovanni-Androni, Francesco De Bonis e Michele Scarponi, danno il via ad una fuga di 20 corridori, tra cui Pavel Brutt (protagonista di ben tre cadute nella discesa del Cesane), Damiano Cunego (vincitore del GPM del Monte Catria) e Yaroslav Popovych, ultimi a cedere dopo la scalata dei quattro GPM, con l'ucraino che si era avvantaggiato nella picchiata tecnica del Monte Catria. La reazione più veemente del gruppo della maglia rosa si è avuta, infatti, solo sull'ascesa finale, anche a causa del forte caldo che ha condizionato la corsa. Dopo una prima fase di controllo e qualche allungo di Ivan Basso, a scattare per davvero è Carlos Sastre, vincitore dello scorso Tour de France. Basso tenta di seguirlo, ma non riuscirà a raggiungerlo. Danilo Di Luca e Denis Menchov si controllano, più che tentare di riprendere il varesino (che verrà comunque raggiunto in prossimità dell'arrivo) e lo spagnolo. Cedono Thomas Löfkvist (arriverà con quasi 25' di ritardo, perdendo la maglia bianca), Gilberto Simoni, David Arroyo e Levi Leipheimer (che ha limitato i danni anche grazie al lavoro di Lance Armstrong). Sastre supera anche lo stremato Popovych e vince con 24" sull'attuale leader del Giro, che anticipa in volata Di Luca e Basso, guadagnando qualche secondo grazie agli abbuoni. Il capitano della Cervélo si piazza così al 3º posto della classifica generale. Non ce l'hanno fatta a proseguire Massimo Codol, Yohann Gène e Mauricio Soler.

### 17ª tappa
- 27 maggio: Chieti > Blockhaus – 83 km

Risultati
| Pos. | Corridore         | Squadra      | Tempo    |
| ---- | ----------------- | ------------ | -------- |
| SQ   | Franco Pellizotti | Liquigas     | 2h21'06" |
| 1    | Stefano Garzelli  | Acqua & Sap. | 2h21'48" |
| SQ   | Danilo Di Luca    | LPR Brakes   | a 1"     |

| Pos. | Corridore         | Squadra    | Tempo     |
| ---- | ----------------- | ---------- | --------- |
| 1    | Denis Men'šov     | Rabobank   | 72h28'24" |
| SQ   | Danilo Di Luca    | LPR Brakes | a 26"     |
| SQ   | Franco Pellizotti | Liquigas   | a 2'00"   |

Descrizione e riassunto
Il Giro doveva giungere su uno dei suoi traguardi storici, designato come iniziale Cima Coppi. A causa delle nevicate invernali, l'organizzazione ha accorciato la salita della Maiella di circa 5 km sui 23,5 globali, dislocandoli nel lungo tratto in pianura (eccezion fatta per lo strappo di Villamagna), che, da Chieti, ha condotto a Pretoro. In appena 83 km, il dislivello finale era di 1200 metri per giungere all'Hotel a quota 1631 che sorvola il Passo Lanciano.
Dopo una decina di chilometri, Thomas Voeckler lancia una fuga alla quale si uniscono altre nove unità (tra cui il "solito" Visconti, Cardenas e Chiarini). Sulle prime rampe del Blockhaus, il gruppo recupera sui fuggitivi. Il lavoro di Sylvester Szmyd è il trampolino per il tentativo di Franco Pellizotti (entrambi Liquigas), che trionfa sulla vetta in solitaria, amministrando il vantaggio accumulato con una certa costanza. Danilo Di Luca forza per cercare di staccare la maglia rosa, Denis Men'šov, che cede solo nel finale (5" persi, più altri 8 di abbuono). Stefano Garzelli, del suo passo, ottiene un prezioso secondo posto in vista della classifica del miglior scalatore, battendo proprio Di Luca in volata. Lance Armstrong, dopo uno scatto atto a seguire Pellizotti, ha comunque preferito aiutare Levi Leipheimer. Carlos Sastre, invece, perde 2' e viene scavalcato in classifica generale proprio dal vincitore di tappa e da Ivan Basso.

### 18ª tappa
- 28 maggio: Sulmona > Benevento – 182 km

Risultati
| Pos. | Corridore        | Squadra       | Tempo    |
| ---- | ---------------- | ------------- | -------- |
| 1    | Michele Scarponi | Diquigiovanni | 4h07'41" |
| 2    | Félix Cárdenas   | Barloworld    | s.t.     |
| 3    | Danny Pate       | Garmin        | s.t.     |

| Pos. | Corridore         | Squadra    | Tempo     |
| ---- | ----------------- | ---------- | --------- |
| 1    | Denis Men'šov     | Rabobank   | 76h40'02" |
| SQ   | Danilo Di Luca    | LPR Brakes | a 26"     |
| SQ   | Franco Pellizotti | Liquigas   | a 2'00"   |

Descrizione e riassunto
L'unica difficoltà di giornata era il Piano delle Cinque Miglia, GPM di seconda categoria, posto a pochi chilometri dalla partenza. Dopo lo strappetto di Rionero Sannitico era praticamente tutto un saliscendi senza grosse problematiche, tra le valli del Sangro e del Matese. A Benevento la carovana ha affrontato un circuito di 7,5 km.
La prima azione, senza esito, è di Gilberto Simoni. Poi, tra scatti e controscatti, in testa si va a formare un drappello di 25 unità (ancora una volta in fuga Scarponi e Visconti, assieme ai vari Popovych, Cardenas e la maglia bianca Seeldraeyers). Il gruppo lascia fare (per i battistrada un vantaggio massimo superiore ai 6'). Una volta rotta la collaborazione nelle fasi finali, tra i 7 rimasti in testa si impone Scarponi, che così bissa il successo di Mayrhofen. Nessuna variazione in generale nelle posizioni di vertice, con Men'šov e Di Luca che regolano il gruppone, a 3'57". Da segnalare una caduta di Francesco Gavazzi e Andrey Zeits, senza gravi conseguenze, mentre erano in fuga e il ritiro di Davide Malacarne.

### 19ª tappa
- 29 maggio: Avellino > Vesuvio – 164 km

Risultati
| Pos. | Corridore         | Squadra    | Tempo    |
| ---- | ----------------- | ---------- | -------- |
| 1    | Carlos Sastre     | Cervélo    | 4h33'23" |
| SQ   | Franco Pellizotti | Liquigas   | a 21"    |
| SQ   | Danilo Di Luca    | LPR Brakes | a 30"    |

| Pos. | Corridore         | Squadra    | Tempo     |
| ---- | ----------------- | ---------- | --------- |
| 1    | Denis Men'šov     | Rabobank   | 81h13'55" |
| SQ   | Danilo Di Luca    | LPR Brakes | a 18"     |
| SQ   | Franco Pellizotti | Liquigas   | a 1'39"   |

Descrizione e riassunto

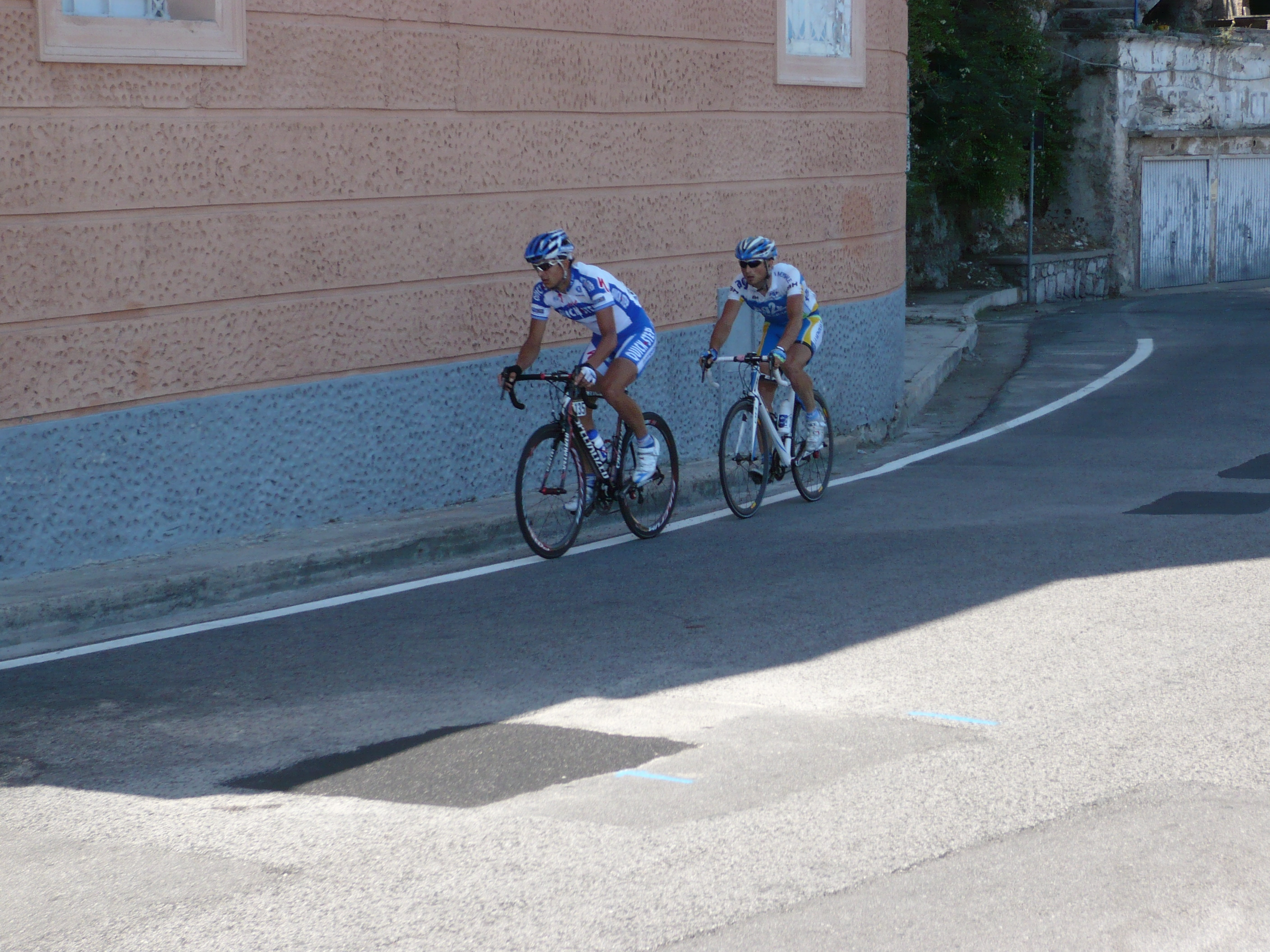
Facci (a sin.) e Krivtsov ad Amalfi

L'ultimo arrivo in salita di quest'edizione era posto lungo le pendici del vulcano campano. Da Ercolano partiva un'ascesa di 10 km all'8% di pendenze medie. È solo il finale di una tappa mossa che percorre l'intera costiera amalfitana, con il passaggio sul Valico Costapiana (non contemplato come GPM) e sul Picco Sant'Angelo (terza categoria).
Dopo 16 chilometri dalla partenza, Mauro Facci e Yuriy Krivtsov si staccano dal gruppo e verranno riassorbiti solo nel finale, poco prima della scalata al Vesuvio. Nel frattempo, in costiera amalfitana, Denis Men'šov buca una ruota mentre Lance Armstrong viene coinvolto in una caduta, finendo anch'egli sull'asfalto: entrambi i casi si risolvono senza gravi conseguenze. Arrivati alle pendici del vulcano, iniziano i primi attacchi: il primo è quello di Valerio Agnoli (Liquigas), poi raggiunto da Paolo Tiralongo (Lampre); successivamente, a 9 chilometri dall'arrivo, ci provano Basso, Ochoa e Garzelli. Quest'ultimo, un chilometro dopo, tenta l'attacco, ma viene agguantato da Men'šov. A 7 chilometri e mezzo dalla conclusione della tappa, Basso si riporta in testa assieme a Carlos Sastre, a cui fanno seguito Gilberto Simoni e David Arroyo, che poco dopo vengono superati da Di Luca, Men'šov e Pellizotti. Sastre vince la sua seconda tappa in solitaria, mentre Pellizotti, dopo vari tentativi d'attacco, ottiene il secondo posto e Di Luca batte Men'šov in un testa a testa per la terza posizione, strappandogli 8 secondi in classifica generale grazie all'abbuono; Basso, invece, perde posizioni e termina 5°. Lascia la corsa Dario Andriotto.

### 20ª tappa
- 30 maggio: Napoli > Anagni – 203 km

Risultati
| Pos. | Corridore        | Squadra       | Tempo    |
| ---- | ---------------- | ------------- | -------- |
| 1    | Philippe Gilbert | Silence       | 4h30'07" |
| 2    | Thomas Voeckler  | Bouygues Tel. | a 2"     |
| 3    | Stefano Garzelli | Acqua & Sap.  | a 7"     |

| Pos. | Corridore         | Squadra    | Tempo     |
| ---- | ----------------- | ---------- | --------- |
| 1    | Denis Men'šov     | Rabobank   | 85h44'05" |
| SQ   | Danilo Di Luca    | LPR Brakes | a 20"     |
| SQ   | Franco Pellizotti | Liquigas   | a 1'43"   |

Descrizione e riassunto
L'ultima tappa in linea era in gran parte pianeggiante e seguiva per un lungo tratto la costa tirrenica. I corridori hanno attraversato Anagni due volte, dopo uno strappo di un paio di chilometri. Il primo passaggio sul traguardo era valido per la classifica GPM.
Otto corridori ormai fuori classifica restano per quasi 150 km in fuga, venendo ripresi alle porte di Frosinone. Proprio per lo sprint posto nella località ciociara, valido anche per gli abbuoni, Denis Men'šov brucia la LPR (che tirava il gruppo) guadagnando altri 2" su Danilo Di Luca (3° nella volata), grazie al secondo posto alle spalle di un Alessandro Petacchi in rimonta. Approfittando della situazione, si avvantaggiano Garzelli, Agnoli, Brutt e Markus Fothen. Solo gli ultimi due proseguono nell'azione, ma anch'essi vengono riassorbiti a pochi metri dal primo passaggio da Anagni. Poi tentano un nuovo allungo Tiralongo, Charteau e Huzarski, raggiunti da Pinotti. La LPR recupera con l'intero plotone sui fuggitivi, ma nulla può sullo scatto da finisseur di Philippe Gilbert: solo Popovych e Voeckler tentano di stargli a ruota, invano. Il belga della Silence-Lotto è l'ennesimo corridore a vincere in solitaria. Garzelli e Di Luca, matematicamente e salvo colpi di scena, avrebbero vinto rispettivamente le classifiche del miglior scalatore e a punti. Men'šov, con i 20" di vantaggio da amministrare nella cronometro, ha posto l'ipoteca sull'edizione del centenario del Giro. López, in seguito ad una caduta, è invece fuori dalla corsa.

### 21ª tappa
- 31 maggio: Roma > Roma – cronometro individuale – 14,4 km

Risultati
| Pos. | Corridore            | Squadra  | Tempo  |
| ---- | -------------------- | -------- | ------ |
| 1    | Ignatas Konovalovas  | Cervélo  | 18'42" |
| 2    | Bradley Wiggins      | Garmin   | a 1"   |
| 3    | Edvald Boasson Hagen | Columbia | a 7"   |

| Pos. | Corridore         | Squadra    | Tempo     |
| ---- | ----------------- | ---------- | --------- |
| 1    | Denis Men'šov     | Rabobank   | 86h03'11" |
| SQ   | Danilo Di Luca    | LPR Brakes | a 41"     |
| SQ   | Franco Pellizotti | Liquigas   | a 1'59"   |

Descrizione e riassunto
Lo sprint per definire la classifica finale è andato in scena a Roma, lungo un esclusivo tracciato cittadino. La partenza era alla base dell'Altare della Patria e subito i singoli atleti hanno affrontato uno strappetto, anticamera di Via Nazionale. Il passaggio dal tunnel del Quirinale serviva per giungere a Via Veneto e Trinità dei Monti dopo qualche curva. Lieve discesa per Piazza del Popolo e da lì partiva un lungo rettilineo che conduceva in prossimità del colonnato del Bernini. Da Via della Conciliazione si è ritornati in Piazza del Popolo. L'intera Via del Corso ha riportato i corridori sotto l'Altare della Patria. Svolta a destra per "circumnavigare" i Fori Imperiali e garantire l'arrivo all'ombra del Colosseo.
La cronometro è stata falsata dalla pioggia. Infatti, atleti partiti inizialmente hanno avuto dalla loro condizioni climatiche favorevoli. Nonostante tutto, Denis Men'šov voleva legittimare con una vittoria di tappa la corsa rosa. Tuttavia, una caduta proprio all'ultimo chilometro, dovuta ai sampietrini bagnati, ha rischiato di compromettere il Giro del russo. Il vantaggio accumulato, comunque, era sufficiente per guadagnare altri 21" su Danilo Di Luca, che è restato in seconda posizione.
A seguito dei numerosi casi doping la classifica finale è stata vistosamente riscritta, con Di Luca, Pellizotti e Valjavec finiti secondo, terzo e nono eliminati dalla classifica finale, che vede ora sul podio Sastre e Basso.

## Evoluzione delle classifiche
| Tappa              | Vincitore                          | Classifica generale Maglia rosa | Classifica a punti Maglia ciclamino | Classifica scalatori Maglia verde | Classifica miglior giovane Maglia bianca | Trofeo Fast Team        | Trofeo Super Team       |
| ------------------ | ---------------------------------- | ------------------------------- | ----------------------------------- | --------------------------------- | ---------------------------------------- | ----------------------- | ----------------------- |
| 1ª                 | Team Columbia-High Road            | Mark Cavendish                  | non assegnata                       | non assegnata                     | Mark Cavendish                           | Team Columbia-High Road | -                       |
| 2ª                 | Alessandro Petacchi                | Mark Cavendish                  | Alessandro Petacchi                 | David García Dapena               | Mark Cavendish                           | Team Columbia-High Road | Quick Step              |
| 3ª                 | Alessandro Petacchi                | Alessandro Petacchi             | Alessandro Petacchi                 | Mauro Facci                       | Tyler Farrar                             | Team Columbia-High Road | Lampre-N.G.C.           |
| 4ª                 | Danilo Di Luca Stefano Garzelli    | Thomas Löfkvist                 | Alessandro Petacchi                 | Danilo Di Luca                    | Thomas Löfkvist                          | Team Columbia-High Road | Lampre-N.G.C.           |
| 5ª                 | Denis Men'šov                      | Danilo Di Luca Thomas Löfkvist  | Alessandro Petacchi                 | Danilo Di Luca                    | Thomas Löfkvist                          | Astana                  | LPR Brakes-Farnese Vini |
| 6ª                 | Michele Scarponi                   | Danilo Di Luca Thomas Löfkvist  | Danilo Di Luca                      | Danilo Di Luca                    | Thomas Löfkvist                          | Astana                  | Team Columbia-High Road |
| 7ª                 | Edvald Boasson Hagen               | Danilo Di Luca Thomas Löfkvist  | Danilo Di Luca                      | Danilo Di Luca                    | Thomas Löfkvist                          | Team Columbia-High Road | Team Columbia-High Road |
| 8ª                 | Kanstancin Siŭcoŭ                  | Danilo Di Luca Thomas Löfkvist  | Danilo Di Luca                      | Danilo Di Luca                    | Thomas Löfkvist                          | Team Columbia-High Road | Team Columbia-High Road |
| 9ª                 | Mark Cavendish                     | Danilo Di Luca Thomas Löfkvist  | Danilo Di Luca                      | Danilo Di Luca                    | Thomas Löfkvist                          | Team Columbia-High Road | Team Columbia-High Road |
| 10ª                | Danilo Di Luca                     | Danilo Di Luca Denis Men'šov    | Danilo Di Luca                      | Stefano Garzelli                  | Thomas Löfkvist                          | Astana                  | Team Columbia-High Road |
| 11ª                | Mark Cavendish                     | Danilo Di Luca Denis Men'šov    | Danilo Di Luca                      | Stefano Garzelli                  | Thomas Löfkvist                          | Astana                  | Team Columbia-High Road |
| 12ª                | Denis Men'šov)                     | Denis Men'šov                   | Danilo Di Luca                      | Stefano Garzelli                  | Thomas Löfkvist                          | Astana                  | Team Columbia-High Road |
| 13ª                | Mark Cavendish                     | Denis Men'šov                   | Danilo Di Luca                      | Stefano Garzelli                  | Thomas Löfkvist                          | Astana                  | Team Columbia-High Road |
| 14ª                | Simon Gerrans                      | Denis Men'šov                   | Danilo Di Luca                      | Stefano Garzelli                  | Thomas Löfkvist                          | Astana                  | Team Columbia-High Road |
| 15ª                | Leonardo Bertagnolli               | Denis Men'šov                   | Danilo Di Luca                      | Stefano Garzelli                  | Thomas Löfkvist                          | Astana                  | Team Columbia-High Road |
| 16ª                | Carlos Sastre)                     | Denis Men'šov                   | Danilo Di Luca                      | Stefano Garzelli                  | Kevin Seeldraeyers                       | Astana                  | Team Columbia-High Road |
| 17ª                | Franco Pellizotti Stefano Garzelli | Denis Men'šov                   | Danilo Di Luca                      | Stefano Garzelli                  | Kevin Seeldraeyers                       | Astana                  | Team Columbia-High Road |
| 18ª                | Michele Scarponi                   | Denis Men'šov                   | Danilo Di Luca                      | Stefano Garzelli                  | Kevin Seeldraeyers                       | Astana                  | Team Columbia-High Road |
| 19ª                | Carlos Sastre                      | Denis Men'šov                   | Danilo Di Luca                      | Stefano Garzelli                  | Kevin Seeldraeyers                       | Astana                  | Team Columbia-High Road |
| 20ª                | Philippe Gilbert                   | Denis Men'šov                   | Danilo Di Luca                      | Stefano Garzelli                  | Kevin Seeldraeyers                       | Astana                  | Team Columbia-High Road |
| 21ª                | Ignatas Konovalovas                | Denis Men'šov                   | Danilo Di Luca                      | Stefano Garzelli                  | Kevin Seeldraeyers                       | Astana                  | Team Columbia-High Road |
| Classifiche finali | Classifiche finali                 | Denis Men'šov                   | Denis Men'šov                       | Stefano Garzelli                  | Kevin Seeldraeyers                       | Astana                  | Team Columbia-High Road |

Maglie indossate da altri ciclisti in caso di due o più maglie vinte
- Nella 2ª tappa, Edvald Boasson Hagen ha indossato la maglia bianca al posto di Mark Cavendish.
- Nella 3ª tappa, Thomas Löfkvist ha indossato la maglia bianca al posto di Mark Cavendish.
- Nella 4ª tappa, Francesco Gavazzi ha indossato la maglia ciclamino al posto di Alessandro Petacchi.
- Nella 5ª tappa, John Lee Augustyn ha indossato la maglia bianca al posto di Thomas Löfkvist.
- Nella 6ª tappa, Denis Men'šov ha indossato la maglia verde al posto di Danilo di Luca.
- Nella 7ª e nell'8ª tappa, Denis Men'šov ha indossato la maglia verde al posto di Danilo di Luca e Alessandro Petacchi ha indossato la maglia ciclamino al posto di Danilo di Luca.
- Nella 9ª e nella 10ª tappa, Stefano Garzelli ha indossato la maglia verde al posto di Danilo Di Luca e Edvald Boasson Hagen ha indossato la maglia ciclamino al posto di Danilo Di Luca.
- Nella 11ª e nella 12ª tappa, Edvald Boasson Hagen ha indossato la maglia ciclamino al posto di Danilo Di Luca.

| Tappa | Traguardo Volante  | Combattività         | Azzurri d'Italia    | Trofeo Fuga Cervélo | Fair Play               |
| ----- | ------------------ | -------------------- | ------------------- | ------------------- | ----------------------- |
| 1ª    | non assegnato      | non assegnato        | non assegnato       | non assegnato       | Team Columbia-High Road |
| 2ª    | Leonardo Scarselli | Mark Cavendish       | Alessandro Petacchi | Leonardo Scarselli  | Team Columbia-High Road |
| 3ª    | Giuseppe Palumbo   | Alessandro Petacchi  | Alessandro Petacchi | Mauro Facci         | LPR Brakes-Farnese Vini |
| 4ª    | Giuseppe Palumbo   | Alessandro Petacchi  | Alessandro Petacchi | Mauro Facci         | LPR Brakes-Farnese Vini |
| 5ª    | Thomas Voeckler    | Alessandro Petacchi  | Alessandro Petacchi | Mauro Facci         | LPR Brakes-Farnese Vini |
| 6ª    | Thomas Voeckler    | Alessandro Petacchi  | Michele Scarponi    | Michele Scarponi    | LPR Brakes-Farnese Vini |
| 7ª    | Mauro Facci        | Alessandro Petacchi  | Michele Scarponi    | Mauro Facci         | LPR Brakes-Farnese Vini |
| 8ª    | Giovanni Visconti  | Edvald Boasson Hagen | Alessandro Petacchi | Mauro Facci         | LPR Brakes-Farnese Vini |
| 9ª    | Giovanni Visconti  | Edvald Boasson Hagen | Alessandro Petacchi | Mauro Facci         | LPR Brakes-Farnese Vini |
| 10ª   | Giovanni Visconti  | Danilo Di Luca       | Danilo Di Luca      | Mauro Facci         | LPR Brakes-Farnese Vini |
| 11ª   | Giovanni Visconti  | Stefano Garzelli     | Danilo Di Luca      | Mauro Facci         | LPR Brakes-Farnese Vini |
| 12ª   | Giovanni Visconti  | Stefano Garzelli     | Danilo Di Luca      | Mauro Facci         | LPR Brakes-Farnese Vini |
| 13ª   | Giovanni Visconti  | Stefano Garzelli     | Danilo Di Luca      | Mauro Facci         | LPR Brakes-Farnese Vini |
| 14ª   | Giovanni Visconti  | Stefano Garzelli     | Danilo Di Luca      | Mauro Facci         | LPR Brakes-Farnese Vini |
| 15ª   | Giovanni Visconti  | Stefano Garzelli     | Danilo Di Luca      | Mauro Facci         | LPR Brakes-Farnese Vini |
| 16ª   | Giovanni Visconti  | Stefano Garzelli     | Danilo Di Luca      | Mauro Facci         | Liquigas                |
| 17ª   | Giovanni Visconti  | Stefano Garzelli     | Danilo Di Luca      | Mauro Facci         | Liquigas                |
| 18ª   | Giovanni Visconti  | Stefano Garzelli     | Danilo Di Luca      | Mauro Facci         | Quick Step              |
| 19ª   | Giovanni Visconti  | Stefano Garzelli     | Danilo Di Luca      | Mauro Facci         | Quick Step              |
| 20ª   | Giovanni Visconti  | Stefano Garzelli     | Danilo Di Luca      | Mauro Facci         | Quick Step              |
| 21ª   | Giovanni Visconti  | Stefano Garzelli     | Danilo Di Luca      | Mauro Facci         | Quick Step              |

## Classifiche finali

### Classifica generale - Maglia rosa

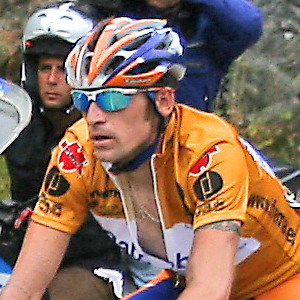
Denis Men'šov, oltre al Giro 2009 ha vinto la Vuelta a España 2007

| Pos. | Corridore          | Squadra       | Tempo     |
| ---- | ------------------ | ------------- | --------- |
| 1    | Denis Men'šov      | Rabobank      | 86h03'11" |
| SQ   | Danilo Di Luca     | LPR           | a 41"     |
| SQ   | Franco Pellizotti  | Liquigas      | a 1'59"   |
| 2    | Carlos Sastre      | Cervélo       | a 3'46"   |
| 3    | Ivan Basso         | Liquigas      | a 3'59"   |
| 4    | Levi Leipheimer    | Astana        | a 5'28"   |
| 5    | Stefano Garzelli   | Acqua & Sap.  | a 8'43"   |
| 6    | Michael Rogers     | Columbia      | a 10'01"  |
| SQ   | Tadej Valjavec     | AG2R La Mond. | a 11'13"  |
| 7    | Marzio Bruseghin   | Lampre-N.G.C. | a 11'28"  |
| 8    | David Arroyo       | C. d'Epargne  | a 12'50"  |
| SQ   | Lance Armstrong    | Astana        | a 15'59"  |
| 9    | José Serpa         | Diquigiovanni | a 16'11"  |
| 10   | Kevin Seeldraeyers | Quickstep     | a 16'15"  |

### Classifica a punti - Maglia ciclamino
| Pos. | Corridore           | Squadra      | Punti |
| ---- | ------------------- | ------------ | ----- |
| SQ   | Danilo Di Luca      | LPR Brakes   | 170   |
| 1    | Denis Men'šov       | Rabobank     | 138   |
| SQ   | Franco Pellizotti   | Liquigas     | 133   |
| 2    | Stefano Garzelli    | Acqua & Sap. | 126   |
| 3    | Alessandro Petacchi | LPR Brakes   | 104   |

### Classifica scalatori - Maglia verde
| Pos. | Corridore         | Squadra      | Punti |
| ---- | ----------------- | ------------ | ----- |
| 1    | Stefano Garzelli  | Acqua & Sap. | 61    |
| SQ   | Danilo Di Luca    | LPR Brakes   | 45    |
| 2    | Denis Men'šov     | Rabobank     | 41    |
| 3    | Andrij Hrivko     | ISD          | 40    |
| SQ   | Franco Pellizotti | Liquigas     | 38    |

### Classifica giovani - Maglia bianca
| Pos. | Corridore             | Squadra       | Tempo     |
| ---- | --------------------- | ------------- | --------- |
| 1    | Kevin Seeldraeyers    | Quick Step    | 86h19'26" |
| 2    | Francesco Masciarelli | Acqua & Sap.  | a 2'55"   |
| 3    | Francis De Greef      | Silence       | a 17'03"  |
| 4    | Thomas Löfkvist       | Columbia      | a 31'45"  |
| 5    | Jackson Rodríguez     | Diquigiovanni | a 34'37"  |

### Classifica a squadre - Trofeo Fast Team
| Pos. | Squadra                          | Tempo      |
| ---- | -------------------------------- | ---------- |
| 1    | Astana                           | 257h48'40" |
| 2    | Team Columbia-High Road          | a 24'15"   |
| 3    | Diquigiovanni-Androni Giocattoli | a 27'17"   |
| 4    | Liquigas                         | a 32'21"   |
| 5    | Lampre-N.G.C.                    | a 58'58"   |

### Classifica a squadre - Trofeo Super Team
| Pos. | Squadra                          | Punti |
| ---- | -------------------------------- | ----- |
| 1    | Team Columbia-High Road          | 372   |
| 2    | LPR Brakes-Farnese Vini          | 302   |
| 3    | Liquigas                         | 294   |
| 4    | Diquigiovanni-Androni Giocattoli | 273   |
| 5    | Lampre-N.G.C.                    | 246   |

## Punteggi UCI
| Pos. | Corridore             | Squadra       | Punti |
| ---- | --------------------- | ------------- | ----- |
| 1    | Denis Men'šov         | Rabobank      | 218   |
| 2    | Danilo Di Luca        | LPR Brakes    | 186   |
| 3    | Franco Pellizotti     | Liquigas      | 138   |
| 4    | Carlos Sastre         | Cervélo       | 124   |
| 5    | Ivan Basso            | Liquigas      | 86    |
| 6    | Stefano Garzelli      | Acqua & Sap.  | 85    |
| 7    | Levi Leipheimer       | Astana Team   | 79    |
| 8    | Mark Cavendish        | Columbia      | 56    |
| 9    | Michael Rogers        | Columbia      | 54    |
| 10   | Alessandro Petacchi   | LPR Brakes    | 45    |
| SQ   | Tadej Valjavec        | AG2R La Mond. | 44    |
| 13   | Marzio Bruseghin      | Lampre-N.G.C. | 39    |
| 13   | Edvald Boasson Hagen  | Columbia      | 36    |
| 14   | David Arroyo          | C. d'Epargne  | 33    |
| 15   | Michele Scarponi      | Diquigiovanni | 32    |
| 16   | Lance Armstrong       | Astana Team   | 26    |
| 17   | Kanstancin Siŭcoŭ     | Columbia      | 26    |
| 18   | Allan Davis           | Quick Step    | 22    |
| 19   | Tyler Farrar          | Garmin        | 22    |
| 20   | José Serpa            | Diquigiovanni | 22    |
| 21   | Kevin Seeldraeyers    | Quick Step    | 18    |
| 22   | Leonardo Bertagnolli  | Diquigiovanni | 16    |
| 23   | Simon Gerrans         | Cervélo       | 16    |
| 24   | Philippe Gilbert      | Silence       | 16    |
| 25   | Ignatas Konovalovas   | Cervélo       | 16    |
| 26   | Yaroslav Popovych     | Astana Team   | 16    |
| 27   | Robert Hunter         | Barloworld    | 10    |
| 28   | Rubens Bertogliati    | Diquigiovanni | 8     |
| 29   | Janez Brajkovič       | Astana Team   | 8     |
| 30   | Félix Cárdenas        | Barloworld    | 8     |
| 31   | Francesco Gavazzi     | Lampre-N.G.C. | 8     |
| 32   | Francesco Masciarelli | Acqua & Sap.  | 8     |
| 33   | Serge Pauwels         | Cervélo       | 8     |
| 34   | Thomas Voeckler       | Bouygues Tel. | 8     |
| 35   | Bradley Wiggins       | Garmin        | 8     |
| 36   | Lars Ytting Bak       | Saxo Bank     | 6     |
| 37   | Damiano Cunego        | Lampre-N.G.C. | 5     |
| 38   | Pavel Brutt           | Katusha       | 4     |
| 39   | Thomas Löfkvist       | Columbia      | 4     |
| 40   | Danny Pate            | Garmin        | 4     |
| 41   | Marco Pinotti         | Columbia      | 4     |
| 42   | Ben Swift             | Katusha       | 4     |
| 43   | Matthew Harley Goss   | Saxo Bank     | 3     |
| 44   | Dario Cataldo         | Quick Step    | 2     |
| 45   | Sébastien Hinault     | AG2R La Mond. | 2     |
| 46   | Evgeni Petrov         | Katusha       | 2     |
| 47   | Filippo Pozzato       | Katusha       | 2     |
| 48   | Juan Mauricio Soler   | Barloworld    | 2     |
| 49   | Davide Viganò         | Fuji-Servetto | 2     |
| 50   | Alessandro Bertolini  | Diquigiovanni | 1     |
| 51   | Philip Deignan        | Cervélo       | 1     |
| 52   | Dmytro Hrabovs'kyj    | ISD           | 1     |
| 53   | Marco Marzano         | Lampre-N.G.C. | 1     |
| 54   | Gilberto Simoni       | Diquigiovanni | 1     |

| Pos. | Squadra                          | Punti |
| ---- | -------------------------------- | ----- |
| 1    | LPR Brakes-Farnese Vini          | 231   |
| 2    | Liquigas                         | 224   |
| 3    | Rabobank                         | 218   |
| 4    | Team Columbia-High Road          | 176   |
| 5    | Cervélo TestTeam                 | 165   |
| 6    | Astana                           | 129   |
| 7    | Acqua & Sapone-Caffè Mokambo     | 93    |
| 8    | Serramenti Diquigiovanni-Androni | 79    |
| 9    | Lampre-N.G.C.                    | 53    |
| 10   | AG2R La Mondiale                 | 46    |
| 11   | Quick Step                       | 42    |
| 12   | Team Garmin-Slipstream           | 34    |
| 13   | Caisse d'Epargne                 | 33    |
| 14   | Team Barloworld                  | 20    |
| 15   | Silence-Lotto                    | 16    |
| 16   | Team Katusha                     | 12    |
| 17   | Team Saxo Bank                   | 9     |
| 18   | Bbox Bouygues Telecom            | 8     |
| 19   | Fuji-Servetto                    | 2     |
| 20   | ISD Cycling Team                 | 1     |

| Pos. | Nazione     | Punti |
| ---- | ----------- | ----- |
| 1    | Italia      | 540   |
| 2    | Russia      | 224   |
| 3    | Spagna      | 157   |
| 4    | Stati Uniti | 131   |
| 5    | Australia   | 95    |
| 6    | Regno Unito | 68    |
| 7    | Slovenia    | 52    |
| 8    | Belgio      | 42    |
| 9    | Norvegia    | 36    |
| 10   | Colombia    | 32    |
| 11   | Bielorussia | 26    |
| 12   | Ucraina     | 17    |
| 13   | Lituania    | 16    |
| 14   | Francia     | 10    |
| 15   | Sudafrica   | 10    |
| 16   | Svizzera    | 8     |
| 17   | Danimarca   | 6     |
| 18   | Svezia      | 4     |
| 19   | Irlanda     | 1     |